# 德島市
德島市（日语：／ Tokushima shi */?）是日本四國地方德島縣東北部的城市，位於吉野川河口，臨紀淡海峽，為德島縣的縣廳所在地。德島市在江戶時代是德島藩的城下町，在幕末時期因蓼藍產業的發展而成為日本人口第10多的城市。德島市是德島縣的政治、經濟和文化中心，雖然屬於四國地方，但自古以來一直與近畿地方往來密切。現在德島市亦可通過神戶淡路鳴門自動車道直接往來關西，並可接收到關西的電視和廣播訊號，人員經濟往來頻繁。每年8月12日至15日舉辦的「德島市阿波舞」祭典為日本著名的傳統盆舞慶典，4天的時間約可吸引130萬的觀光客。

## 歷史

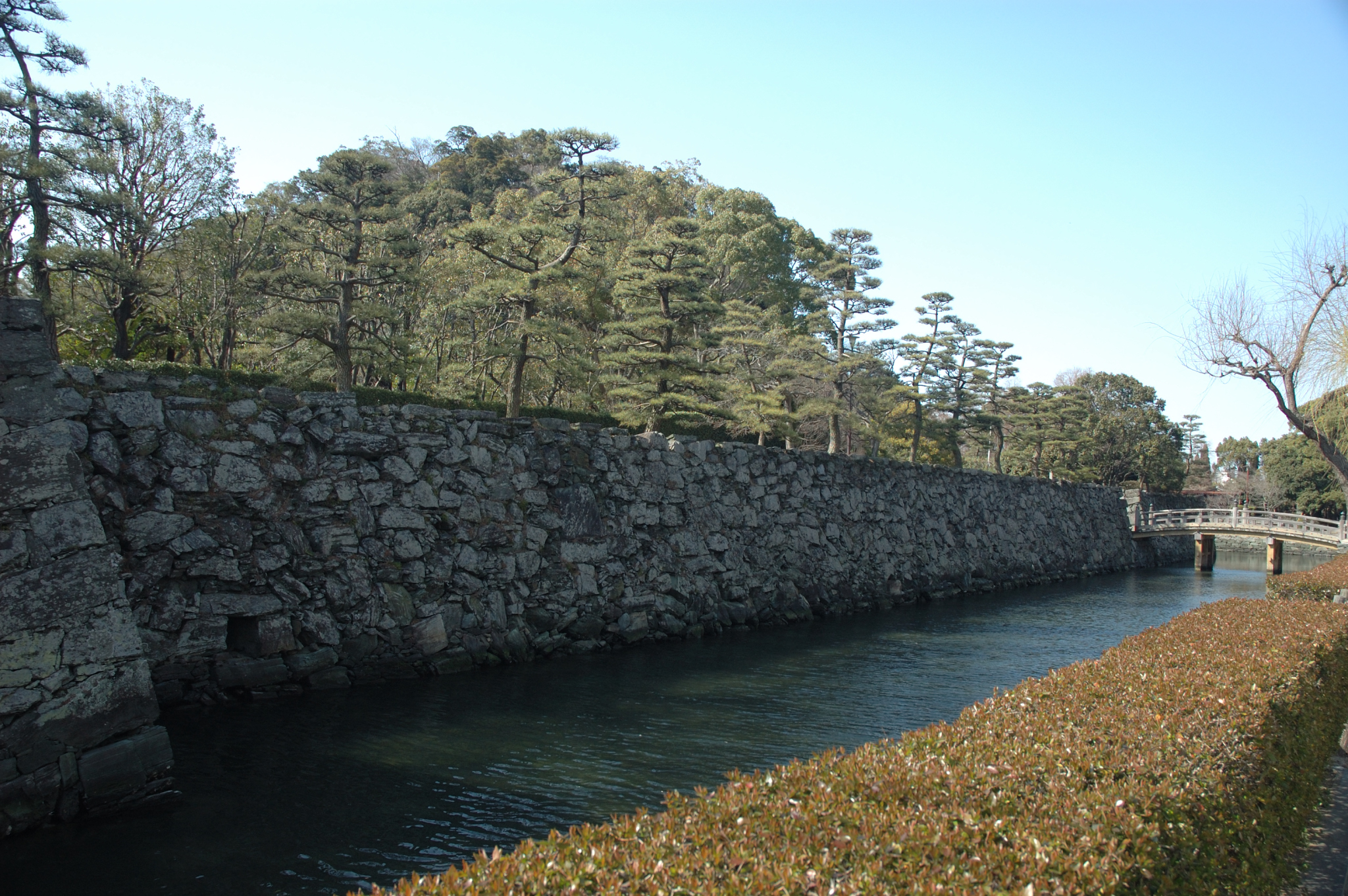
德島城石垣

德島市的歷史起源於1585年（天正十三年），豐臣秀吉平定四國之後封蜂須賀家政為德島藩藩主。蜂須賀家政在吉野川河口右岸的渭之山修築德島城，並在山下興建城下町:137。德島地形多水，城市內有眾多島嶼。「德島」這一地名就起源於渭之山所在的島嶼:137。德島市地處吉野川流域和勝浦川、那賀川流域的接點，海上交通也十分便利，因此被選為德島藩的中心:137。當時的德島可主要分為內町和新町兩個部分。內町大多是蜂須賀家的御用商人。新町則大多是本地商人，比內町更為繁榮，成為德島商業中心地區:140。江戶時代後期，由於棉花的普及使得染料需求增加，德島藩特產蓼藍（藍色的染料）產業快速發展。德島成為吉野川流域生產的蓼藍的集散地，帶動城市規模擴大。
1871年廢藩置縣之後，德島縣取代德島藩，德島成為新設立的德島縣的縣廳所在地，但由於當時德島屬於名東郡，德島縣在同年被更名為名東縣；然而在1876年，名東縣被廢除，現在的德島縣區域被併入高知縣，使得德島也一度失去縣廳地位。由於兩縣合併引發地方巨大反彈，1880年重新設立了現在的德島縣，德島亦再次成為縣廳所在地。
1889年，德島成為日本第一批實施市制的城市，德島市正式誕生，當時的德島市面積11.57平方公里，人口有60,861人，不僅是四國地方人口最多城市，也是日本人口排名第十多城市。然而在進入20世紀之後，由於外國產的廉價染料大量進入日本市場，阿波藍的生產急速減少，導致德島市陷入停滯，人口增長速度和市區擴展範圍在四國主要城市中最為緩慢:140。不過在20世紀前期，德島市仍取得了完成有「東洋第一的長大橋」之稱、全長1069米的吉野川橋等成就。
在第二次世界大戰期間，德島市遭到了美軍7次空襲，市區約7成面積化為焦土，城下町的都市景觀也在空襲中消失。戰後德島市選擇保留城下町時期的都市格局進行重建。1964年，包括德島市在內的德島縣東部4市8町村被指定為新產業都市地域。但在同一時期，德島市成為四國四個縣廳所在地城市中人口最少的城市，顯示德島市仍是四國主要城市中發展較為緩慢的城市:553。1987年大鳴門橋開通之後，隨著交通動線的變化，德島市的人口和商業有郊外化趨勢，然而這也帶來市中心地區空洞化的問題:142。在明石海峽大橋開通之後，德島市成為四國東部的主要入口。
在平成大合併中，德島市是四國各縣政府所在地中，唯一一個沒有參與任何合併的，現在人口僅約26萬人，為四國地方各縣政府所在地中人口最少的一個，不過如果加上周邊城市形成的德島都會區的總人口可達62萬，與四國地方人口第二多的松山都會區64萬人口相差不大。德島市也是日本極少數不具特例市、中核市及政令指定都市地位的縣廳所在地。雖然如此，現在德島市人口已超過20萬人門檻，致力升格為中核市。

### 市町村合併變遷表
| 1889年10月1日 | 1889年 - 1926年         | 1926年 - 1954年         | 1926年 - 1954年          | 1955年 - 1989年         | 1955年 - 1989年          | 1955年 - 1989年          | 1989年 - 现在 | 现在   |
| ------------- | ----------------------- | ----------------------- | ------------------------ | ----------------------- | ------------------------ | ------------------------ | ------------- | ------ |
| 德岛市        | 德岛市                  | 德岛市                  | 德岛市                   | 德岛市                  | 德岛市                   | 德岛市                   | 德岛市        | 德岛市 |
| 冲洲村        | 1926年4月1日 并入德岛市 | 德岛市                  | 德岛市                   | 德岛市                  | 德岛市                   | 德岛市                   | 德岛市        | 德岛市 |
| 斋津村        | 1926年4月1日 并入德岛市 | 德岛市                  | 德岛市                   | 德岛市                  | 德岛市                   | 德岛市                   | 德岛市        | 德岛市 |
| 加茂名村      | 1915年11月10日 加茂名町 | 1937年4月1日 并入德岛市 | 德岛市                   | 德岛市                  | 德岛市                   | 德岛市                   | 德岛市        | 德岛市 |
| 八万村        |                         | 1937年4月1日 并入德岛市 | 德岛市                   | 德岛市                  | 德岛市                   | 德岛市                   | 德岛市        | 德岛市 |
| 加茂村        | 加茂村                  | 1933年4月1日 加茂町     | 1937年10月1日 并入德岛市 | 德岛市                  | 德岛市                   | 德岛市                   | 德岛市        | 德岛市 |
| 多家良村      | 多家良村                | 多家良村                | 1951年4月1日 併入德島市  | 德岛市                  | 德岛市                   | 德岛市                   | 德岛市        | 德岛市 |
| 勝占村        |                         |                         | 1951年4月1日 併入德島市  | 德岛市                  | 德岛市                   | 德岛市                   | 德岛市        | 德岛市 |
| 新居村        | 新居村                  | 新居村                  | 1952年1月1日 新居町      | 1955年1月1日 并入德岛市 | 德岛市                   | 德岛市                   | 德岛市        | 德岛市 |
| 上八万村      | 上八万村                | 上八万村                | 上八万村                 | 上八万村                | 1955年2月11日 并入德岛市 | 德岛市                   | 德岛市        | 德岛市 |
| 川內村        | 川內村                  | 川內村                  | 川內村                   | 川內村                  | 1955年3月31日 并入德岛市 | 德岛市                   | 德岛市        | 德岛市 |
| 应神村        | 应神村                  | 应神村                  | 应神村                   | 应神村                  | 应神村                   | 1966年10月1日 并入德岛市 | 德岛市        | 德岛市 |
| 入田村        | 入田村                  | 入田村                  | 入田村                   | 1955年1月1日 併入德島市 | 1955年1月1日 併入德島市  | 1955年1月1日 併入德島市  | 德岛市        | 德岛市 |
| 入田村        | 入田村                  | 入田村                  | 入田村                   | 1955年1月1日 併入国府町 | 1955年2月1日 国府町      | 1967年1月1日 并入德岛市  | 德岛市        | 德岛市 |
| 国府村        | 1908年7月1日 国府町     | 1908年7月1日 国府町     | 1908年7月1日 国府町      | 1908年7月1日 国府町     | 1955年2月1日 国府町      | 1967年1月1日 并入德岛市  | 德岛市        | 德岛市 |
| 北井上村      |                         |                         |                          |                         | 1955年2月1日 国府町      | 1967年1月1日 并入德岛市  | 德岛市        | 德岛市 |
| 南井上村      |                         |                         |                          |                         | 1955年2月1日 国府町      | 1967年1月1日 并入德岛市  | 德岛市        | 德岛市 |

資料來源：

## 地理

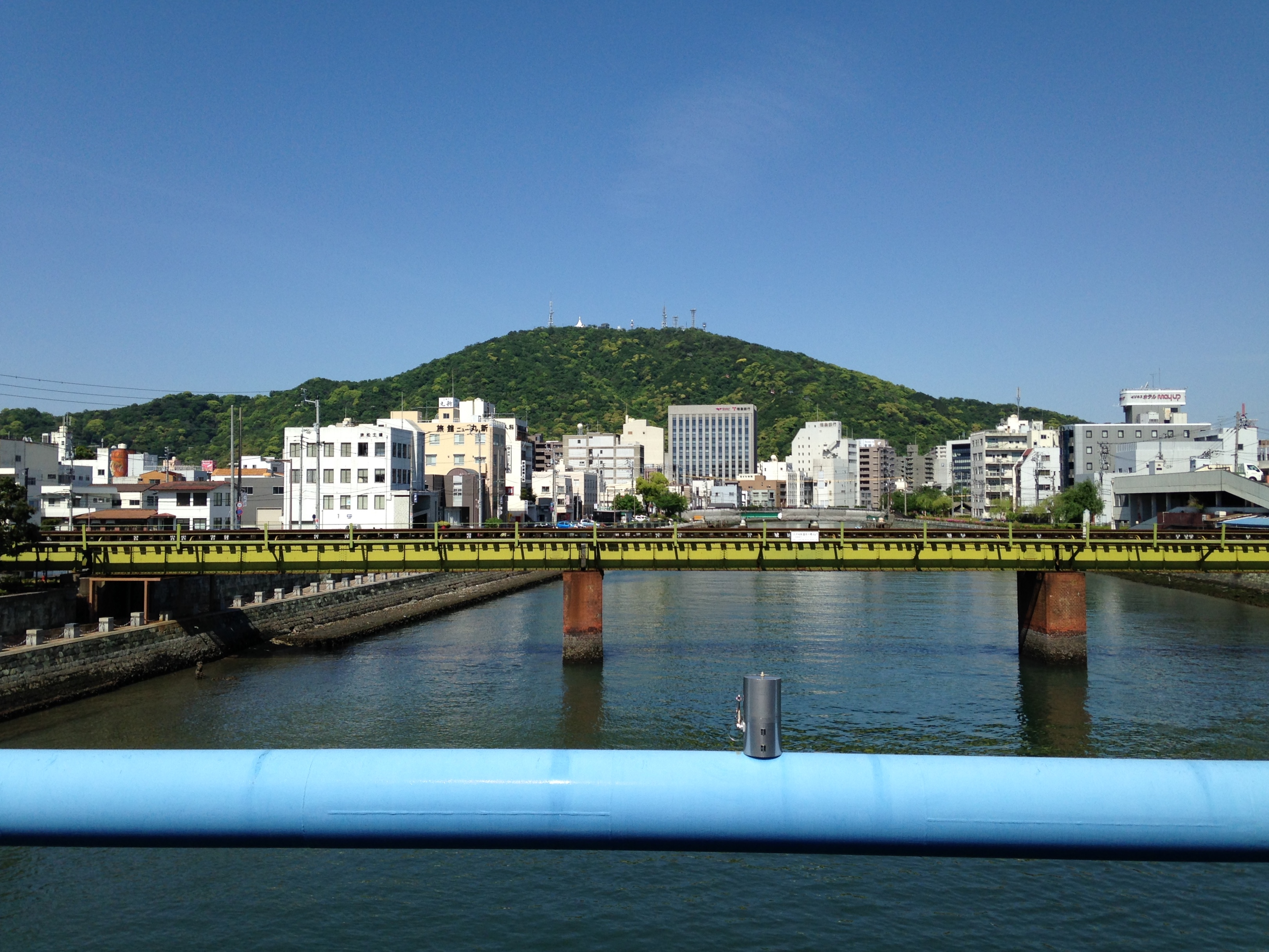
從勝鬨橋西望新町川以及橫跨其上的牟岐線新町川橋（前）與富田橋（後），後方為眉山

德島市位於吉野川河口的三角洲，市內有多達138條河流。吉野川是德島市轄區北部的主要河流，南部轄區的主要河流則是勝浦川。德島市區大部分屬於由吉野川沖積而成的德島平原。因地形多水，自城下町時代開始，德島市區的大部分地區就位於河中島上。市轄區南部則多是山地地形。市中心西南部的眉山標高290米，在此可一覽德島市中心，是德島市的象徵之一，也是四國著名的觀賞夜景的勝地。德島市轄區內最高峰是中津峰山，標高773米。日本高度最低的天然山峰辯天山也位於德島市，高度只有6.1米。

### 氣候
德島市區位於瀨戶內海式氣候和太平洋側氣候的交界處，雖然受太平洋上濕潤氣流的影響較強，但就降水日數和年降水量來看則具有明顯的瀨戶內海式氣候特徵，是西日本少數秋雨和颱風降水量多於梅雨的地區。在空梅雨和無颱風吹襲的年份，德島市和瀨戶內海沿岸地區相同，降水量很少。但在夏秋颱風吹襲時，降水量則瞬間增加。因此德島市降水量每年變動劇烈。德島市全年氣候溫暖，少有降霜或最低氣溫低於0℃的情況出現，冬季平均氣溫在四國的四個縣廳所在地中最高。德島市的日照時間也比較長，在47個都道府縣廳所在地中位居第六位。
| 徳島市（1980年 - 2010年） | 徳島市（1980年 - 2010年） | 徳島市（1980年 - 2010年） | 徳島市（1980年 - 2010年） | 徳島市（1980年 - 2010年） | 徳島市（1980年 - 2010年） | 徳島市（1980年 - 2010年） | 徳島市（1980年 - 2010年） | 徳島市（1980年 - 2010年） | 徳島市（1980年 - 2010年） | 徳島市（1980年 - 2010年） | 徳島市（1980年 - 2010年） | 徳島市（1980年 - 2010年） | 徳島市（1980年 - 2010年） |
| 月份                      | 1月                       | 2月                       | 3月                       | 4月                       | 5月                       | 6月                       | 7月                       | 8月                       | 9月                       | 10月                      | 11月                      | 12月                      | 全年                      |
| ------------------------- | ------------------------- | ------------------------- | ------------------------- | ------------------------- | ------------------------- | ------------------------- | ------------------------- | ------------------------- | ------------------------- | ------------------------- | ------------------------- | ------------------------- | ------------------------- |
| 历史最高温 °C（°F）       | 22.5 (72.5)               | 23.2 (73.8)               | 26.4 (79.5)               | 29.2 (84.6)               | 32.9 (91.2)               | 34.6 (94.3)               | 38.4 (101.1)              | 37.1 (98.8)               | 35.7 (96.3)               | 33.4 (92.1)               | 27.1 (80.8)               | 23.6 (74.5)               | 38.4 (101.1)              |
| 平均高温 °C（°F）         | 9.8 (49.6)                | 10.5 (50.9)               | 13.8 (56.8)               | 19.4 (66.9)               | 23.6 (74.5)               | 26.6 (79.9)               | 30.3 (86.5)               | 31.9 (89.4)               | 28.3 (82.9)               | 22.8 (73.0)               | 17.5 (63.5)               | 12.5 (54.5)               | 20.6 (69.1)               |
| 平均低温 °C（°F）         | 2.7 (36.9)                | 2.8 (37.0)                | 5.6 (42.1)                | 10.5 (50.9)               | 15.2 (59.4)               | 19.6 (67.3)               | 23.6 (74.5)               | 24.6 (76.3)               | 21.4 (70.5)               | 15.4 (59.7)               | 9.8 (49.6)                | 4.9 (40.8)                | 13.0 (55.4)               |
| 历史最低温 °C（°F）       | −5.4 (22.3)               | −6.0 (21.2)               | −3.6 (25.5)               | −0.7 (30.7)               | 4.6 (40.3)                | 9.7 (49.5)                | 15.3 (59.5)               | 16.6 (61.9)               | 11.9 (53.4)               | 4.5 (40.1)                | −1.3 (29.7)               | −4.3 (24.3)               | −6.0 (21.2)               |
| 平均降水量 mm（）         | 38.9 (1.53)               | 52.8 (2.08)               | 94.5 (3.72)               | 108.2 (4.26)              | 148.4 (5.84)              | 190.8 (7.51)              | 148.8 (5.86)              | 172.9 (6.81)              | 210.0 (8.27)              | 146.2 (5.76)              | 97.2 (3.83)               | 45.2 (1.78)               | 1,453.8 (57.24)           |
| 月均日照時數              | 157.5                     | 150.2                     | 171.2                     | 192.9                     | 196.8                     | 157.9                     | 195.2                     | 230.4                     | 159.9                     | 166.7                     | 150.8                     | 163.3                     | 2,092.9                   |
| 来源1：                   |                           |                           |                           |                           |                           |                           |                           |                           |                           |                           |                           |                           |                           |
| 来源2：                   |                           |                           |                           |                           |                           |                           |                           |                           |                           |                           |                           |                           |                           |

## 人口
在1889年設市之初，德島市有人口60,861人，是日本人口第10多城市。但由於德島市的主要產業蓼藍產業在20世紀之後嚴重蕭條，德島市的人口增長速度也因此陷入停滯。1920年日本第一次人口普查時，德島市有人口68,457人，和設市時相比只增加了約一成。1940年時，德島市有人口119,581人。二戰時期，德島市人口一度減少，但在1950年人口普查時已超過戰前水準。1960年代中期，德島市人口突破20萬大關。1980年代中期之後，由於人口外流和少子高齡化的進展，德島市的人口增長趨於停滯。在1995年達到約26.9萬人的峰值之後，德島市人口開始減少。2017年4月1日時，德島市有人口255,295人，是四國四個縣廳所在地城市中人口最少的城市。若將1873年和2000年時人口數字進行比較的話，德島市增加了5.5倍，而高知市增加了8.3倍、高松市增加了10.2倍、松山市增加了18.1倍:553。2013年時，德島市的總和生育率有1.46，略高於日本平均值。

## 政治

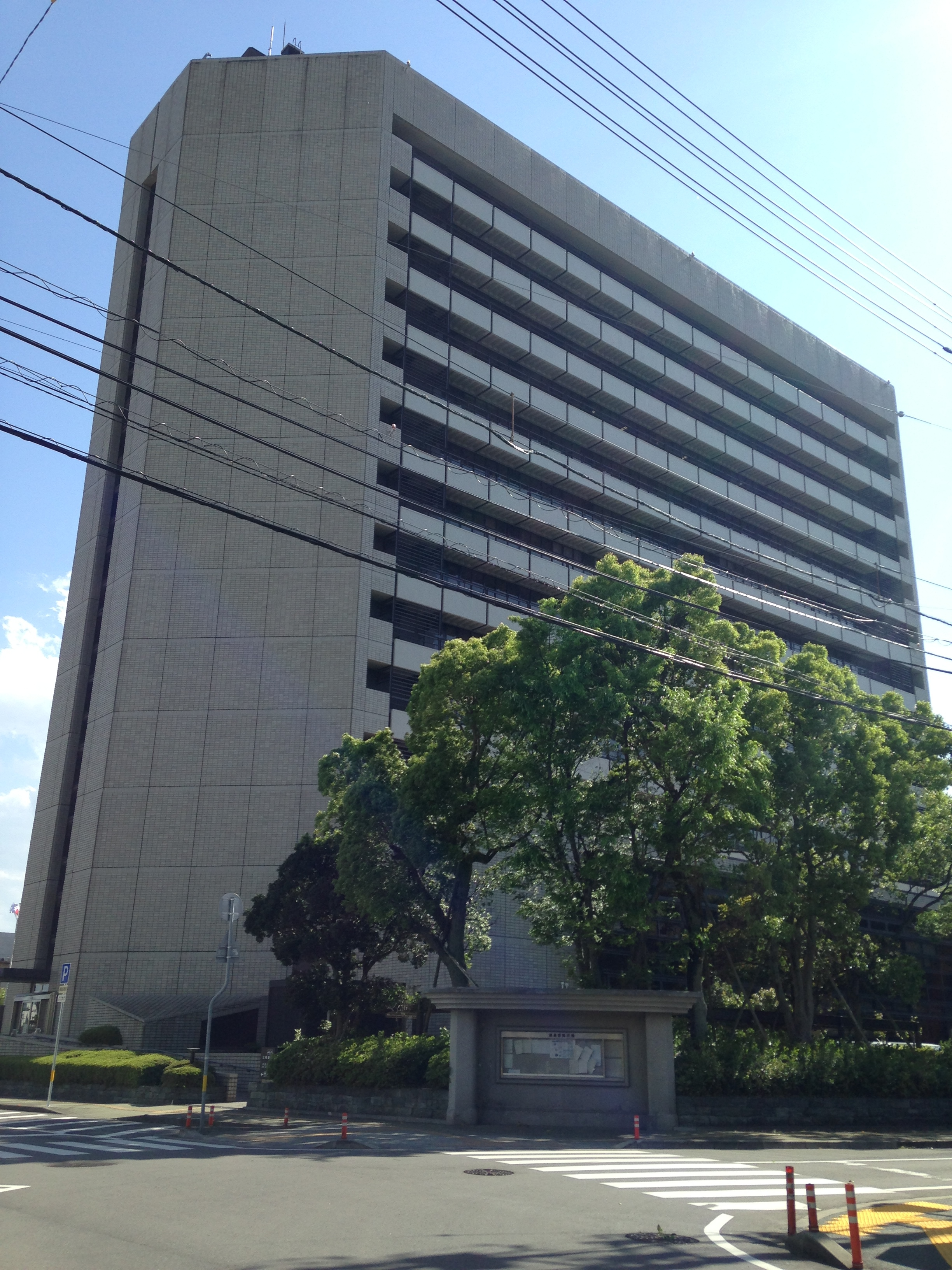
德島市政府

在日本眾議院選舉開始實施小選舉區制之後，德島市屬於德島縣第1區。2013年，德島縣內的三個選舉區被合併為兩個選舉區，德島1區的範圍也有大幅變動。該區曾是以保守王國而著稱的四國少數民主黨有優勢的選舉區，仙谷由人自1996年開始到2009年連續當選該選區的議員。但在2012年總選舉、2014年總選舉和2017年總選舉中，由於民主黨支持率低迷，自民黨候選人已連續三次在該選區當選。2021年總選舉時，無黨籍人士仁木博文在德島1區當選，但自民黨和日本維新會的候選人亦通過比例代表復活當選。
德島市議會則有30名議員，擁有7名議員的朋友會是最大會派。在德島縣議會中，德島市則有10名議員。

## 經濟
德島在江戶時代是蓼藍的主要集散地，也是日本重要的商業都市之一。但隨著外國生產的染料佔據日本市場，蓼藍貿易也幾乎消失，德島市的經濟地位因此相對下降。2010年度時，德島市的市內生產總值有11671.08億日元。人均市民所得則有329.3萬日元，高於日本平均值。
2010年時，德島市有農業就業人口5,041人，耕地面積2,518公頃。德島市農業屬於都市型農業，農業生產額中以蔬菜最多，佔據過半比例。德島市主要的農產品有香菇、菠菜、毛豆、花椰菜、胡蘿蔔、百合、酢橘等。

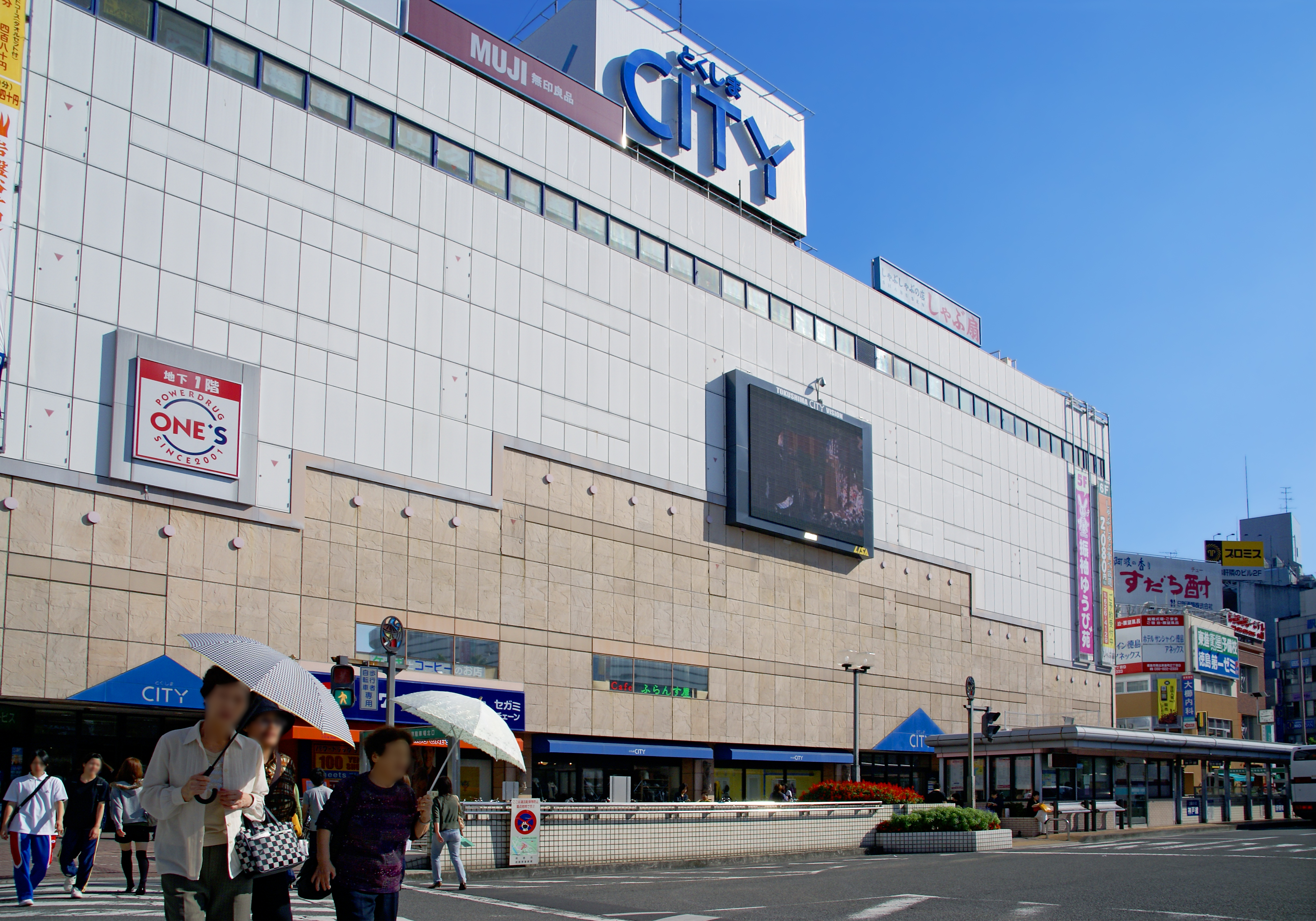
德島CITY

德島市是德島縣內主要的工業城市，工業企業數、從業人員數和生產金額都是德島縣內首位。化學工業是德島市工業的最主要部分，其生產金額佔德島市總量的74.4%。德島市的化工廠主要集中在今切工業團體。就企業數和從業者數來看，食品製造業在德島市工業中也有一定地位。日本火腿是德島市發祥的食品企業。津田海岸町的德島縣木材團地是日本最大的木製品加工工業園之一。
由於近代時德島未發展大規模重工業，加上德島附近地區商圈較為隔離，使得德島市的消費城市色彩較強:553。總部設在德島市的銀行有阿波銀行和德島銀行。2014年，德島市的零售業商品銷售額達2322.68億日元，超過德島縣總額的37%。德島市中心的主要商業區有以德島車站為中心的內町地區和主要商店街的所在地新町地區。德島市唯一的百貨商店SOGO德島店等大型商業設施亦位於市中心。但隨著汽車的普及導致市民傾向在郊外大型購物中心購物，德島市出現嚴重的市中心空洞化問題。並且在明石海峽大橋開通使得德島前往京阪神的交通大幅改善之後，德島市民外流關西購物的傾向亦十分明顯。
總部設在德島的主要零售業企業有KYOEI、AXAS。
德島市近年觀光客人數呈增加趨勢，市內主要觀光景點有德島縣文化之森綜合公園、眉山纜車、阿波舞會館等地。

## 文化教育

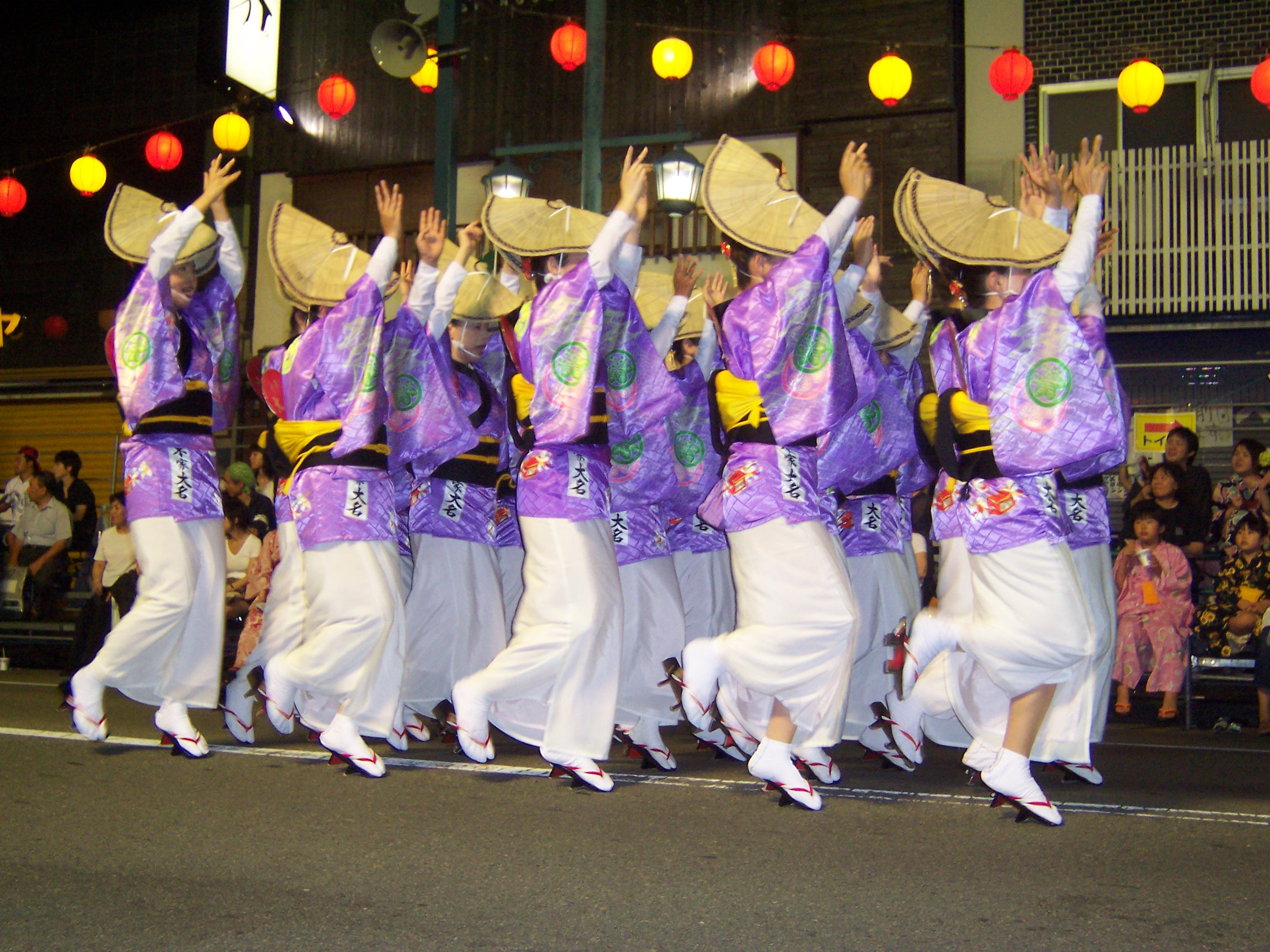
阿波舞慶典

德島市的方言屬於四國方言中的阿波方言，音調使用京阪式音調，是四國方言中最接近近畿方言的方言:91。
德島市阿波舞是日本規模最大的阿波舞活動，阿波舞已經有超過400年的歷史，是最能代表日本夏季的節慶活動之一，德島市阿波舞於每年8月12日至15日舉行。現在德島阿波舞每年吸引超過130萬人參與，亦是德島位知名的觀光盛事。每年1月9日至11日舉辦的惠比壽祭也是德島市著名的傳統慶典活動。
德島縣文化之森綜合公園是德島縣內最大的文化設施集中地之一，集中了德島縣立圖書館、德島縣立博物館、德島縣立近代美術館等文化設施。
德島曾是日本主要的砂糖產地之一，和三盆現在也是德島著名的砂糖甜點，其他著名的日式點心還包括小男鹿、瀧之燒餅、金長饅頭、阿波外郎餅。德島拉麵則是四國最具特色的日本拉麵之一。
德島新聞是德島縣唯一的地方報紙，也是德島縣發行量最大的報紙。德島市只有NHK德島放送局和四國放送兩家電視台，但可以接收到關西大多數民營電視台的訊號。
德島市的職業體育俱樂部有四國島聯盟的德島靛青襪和日本職業足球乙級聯賽的德島漩渦。德島馬拉松是四國最大的馬拉松賽事。
德島縣內除了鳴門教育大學之外，所有大學均集中在德島市。德島市現在有德島大學、德島文理大學和四國大學三家大學。德島大學成立於1949年，是德島市唯一的國立大學，擁有四國唯一的牙醫學院，並且是2014年諾貝爾獎得主中村修二的出身校。德島文理大學成立於1966年，是一座綜合型私立大學。四國大學成立於1966年，前身是德島洋服學校，於1992年改為男女共學，現在設有四個學院和短期大學部。

## 交通

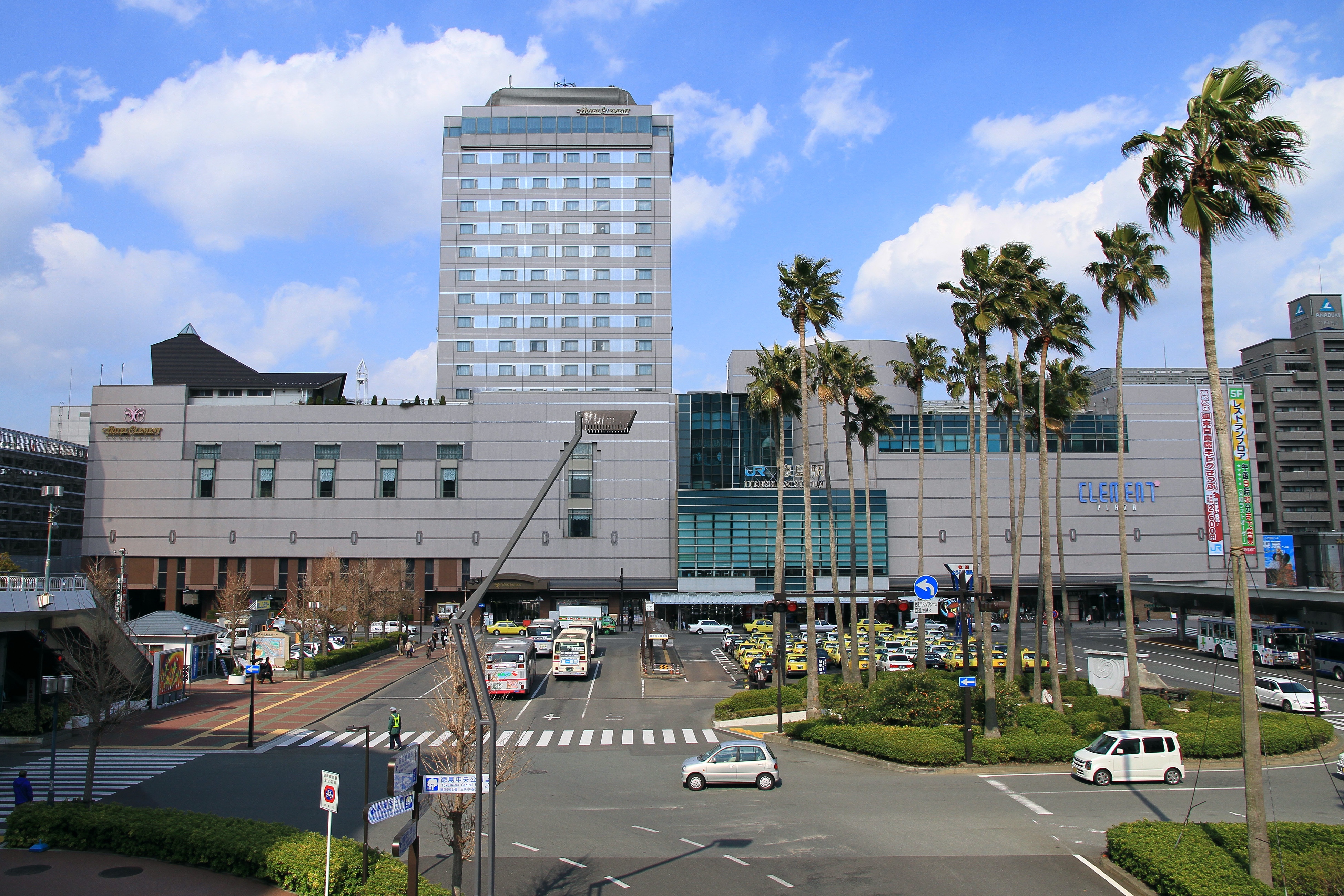
德島車站

由於德島市區內河川分布密集，修建橋樑需要花費較多經費和高度技術，導致德島市的公路和鐵路的建設都較為滯後。德島市是四國各縣廳所在地中唯一沒有民營鐵路的城市，並且有慢性交通堵塞的問題。由於德島市晴好天氣多且稍有坡道，加上公共交通不便，因此自行車在德島市交通中有重要地位。德島市自1960年代就開始修建自行車專用道，交通量的自行車分擔率也是日本都道府縣廳所在地城市中最高的。
德島市內的鐵路全部由四國旅客鐵道（JR四國）運營。由於德島縣內鐵路均未電氣化，因此德島市內並無電力機車行駛。德島車站是德島市內鐵路的中心，有高德線、牟岐線、德島線、鳴門線四條路線的列車經過。2013年，德島車站日均乘客數達8338人。
途徑德島市轄區的高速公路有德島自動車道。德島市內的巴士主要由德島市交通局和德島巴士運行。明石海峽大橋開通之後，德島市成為四國前往關西的出入口，兩地之間高速巴士運行密度頗高。德島巴士和JR四國巴士還運行有前往高知市、松山市、高松市、廣島市、岡山市、名古屋市、東京等地的高速巴士。高速巴士是自德島前往四國以外地區的主要公共交通方式。
德島港現在有前往和歌山市的定期海運航線。德島市轄區範圍內雖然沒有機場，但鄰近的松茂町開設有德島飛行場。德島飛行場開業於1962年，運行有前往東京國際機場和福岡機場的定期航線。

## 姊妹都市

### 日本
德島市和以下日本城市有姊妹都市的關係：
| 縣/道  | 城市   | 締結日期      |
| ------ | ------ | ------------- |
| 宮城縣 | 仙台市 | 1970年4月15日 |
| 北海道 | 帶廣市 | 1977年7月1日  |

### 海外
德島市和以下海外城市有國際親善、姊妹都市的關係：
| 國家           | 城市               | 締結日期       |
| -------------- | ------------------ | -------------- |
| 美国           | 薩基諾（密西根州） | 1961年12月23日 |
| 葡萄牙         | 萊里亞（萊里亞區） | 1969年10月15日 |
| 中华人民共和国 | 丹東市（遼寧省）   | 1991年10月1日  |

## 外部連結
- （日語） 阿波導覽
- （日語） 德島市觀光 （页面存档备份，存于）
- OpenStreetMap上有關德島市的地理